# D環

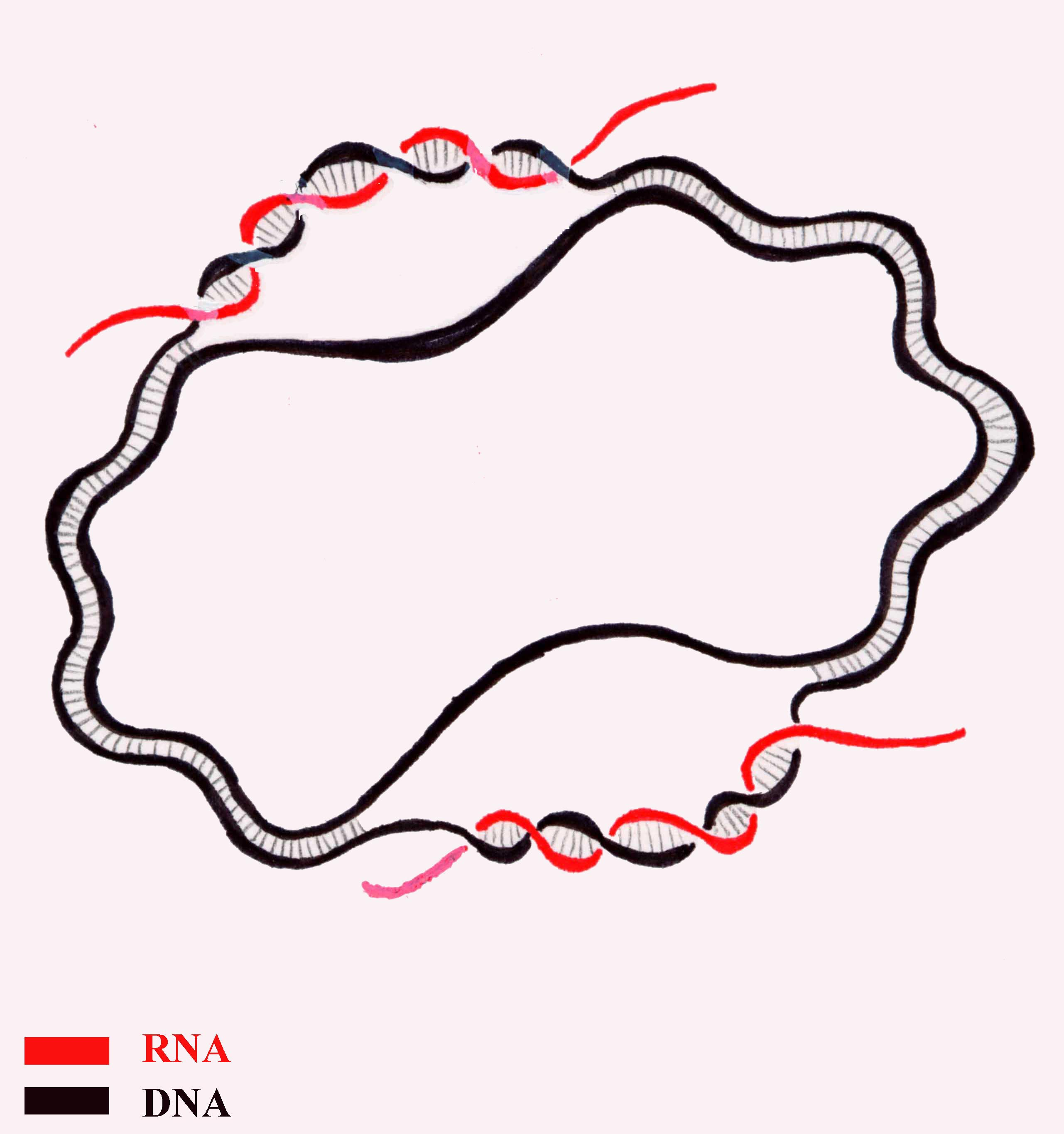
一個D環的簡圖。圖中爲DNA轉錄時的情形，模板鏈DNA和RNA結合。爲簡化圖形，DNA雙鏈結構在該圖中略去。

D環（D-loop），或稱置換環（displacement loop）在分子生物學中是指一個雙鏈DNA的兩條單鏈互相分離，並被另外一條（第三條）核酸鏈隔開的結構。第三條核酸鏈與與之配對的核酸鏈具有互補的鹼基序列。D環區域形成了三鏈DNA結構。正如插圖所示，因爲這種結構類似於大寫的「D」（被置換的那條DNA鏈像「）」而新形成的雙鏈像「|」）而得名「D環」。
在不少過程中，D環均會出現，比如DNA修復。另外，在線粒體DNA中（作爲一種半穩定的結構）以及端粒中，亦存在D環結構。

## 粒線體中
1971年，加州理工學院的研究人員發現，生長中的細胞的線粒體中的環形DNA中有一種不長的三鏈結構，他們把這種結構叫做「置換環」（displacement loop）。他們同時發現多出的第三條鏈的鹼基序列和重鏈上對應鹼基序列相同，並與輕鏈以氫鍵結合，而將原先的重鏈「推到了一邊」。之後，又發現第三條鏈爲DNA複製過程產生的第一段與輕鏈互補的DNA鏈，且在合成完成後這種狀態通常會維持一段時間。
D環結構通常出現在線粒體DNA上的主要非編碼區域。這一區域通常稱爲控制區域或D環區域。
線粒體DNA可以兩種方式進行複製，這兩種方式在初始階段都會出現D環。第一種方式會先一次性合成與輕鏈互補的DNA鏈的大部分（比如2/3），然後與重鏈互補的DNA鏈的合成才會開始。而在另外一種稍後被發現的途徑中，DNA複製會起始於位置（和上一種方式）不同的一個D環結構，並同時進行兩條DNA鏈的合成。
D環中的某些序列保守，但高度可變的序列長度更長。另外，已證明D環結構對脊椎動物的進化史的研究有助益。有趣的是，含有啓動子（使轉錄啓動的DNA序列）的區域緊鄰與DNA複製起始密切相關的D環結構區域。進行與腫瘤相關的研究的研究者對形成D環的序列也很感興趣。
D環結構的功能至2007年尚不清楚，但該年的文章認爲它參與了線粒體中擬核結構的組織。

## 端粒中
1999年，研究人員發現位於染色體末端的端粒的末端中有一個套索狀的結構。研究人員將之稱爲T環（T-loop）。T環結構中，原本互補的兩條DNA鏈被其中一條末尾爲3'端的鏈分離，並形成D環結構。一種特殊的蛋白質維持了該結構的穩定。T環結構使得染色體末端能不被破壞。

## DNA修復中
當一個雙鏈DNA分子的某一區域的兩條DNA鏈都遭到破壞的時候，二倍體真核細胞就會啓動一種稱爲「同源重組修復」的機制。在該機制中，與損壞的DNA同源的染色質DNA會作爲模板修復損壞的DNA。在該過程的初始階段，受損DNA的一條鏈的受損區域會與模板雙鏈DNA配對，並形成一個D環結構。之後，經過一系列複雜步驟，受損的DNA能得到恢復。
在人體內，蛋白質RAD51對上述過程中同源序列的搜索和D環生成至關重要。而在大腸桿菌中，RecA執行相似的功能。